# Otterndorf
Otterndorf – miasto uzdrowiskowe w Niemczech, w kraju związkowym Dolna Saksonia, w powiecie Cuxhaven, siedziba gminy zbiorowej Land Hadeln. Do 31 grudnia 2010 siedziba gminy zbiorowej Hadeln.

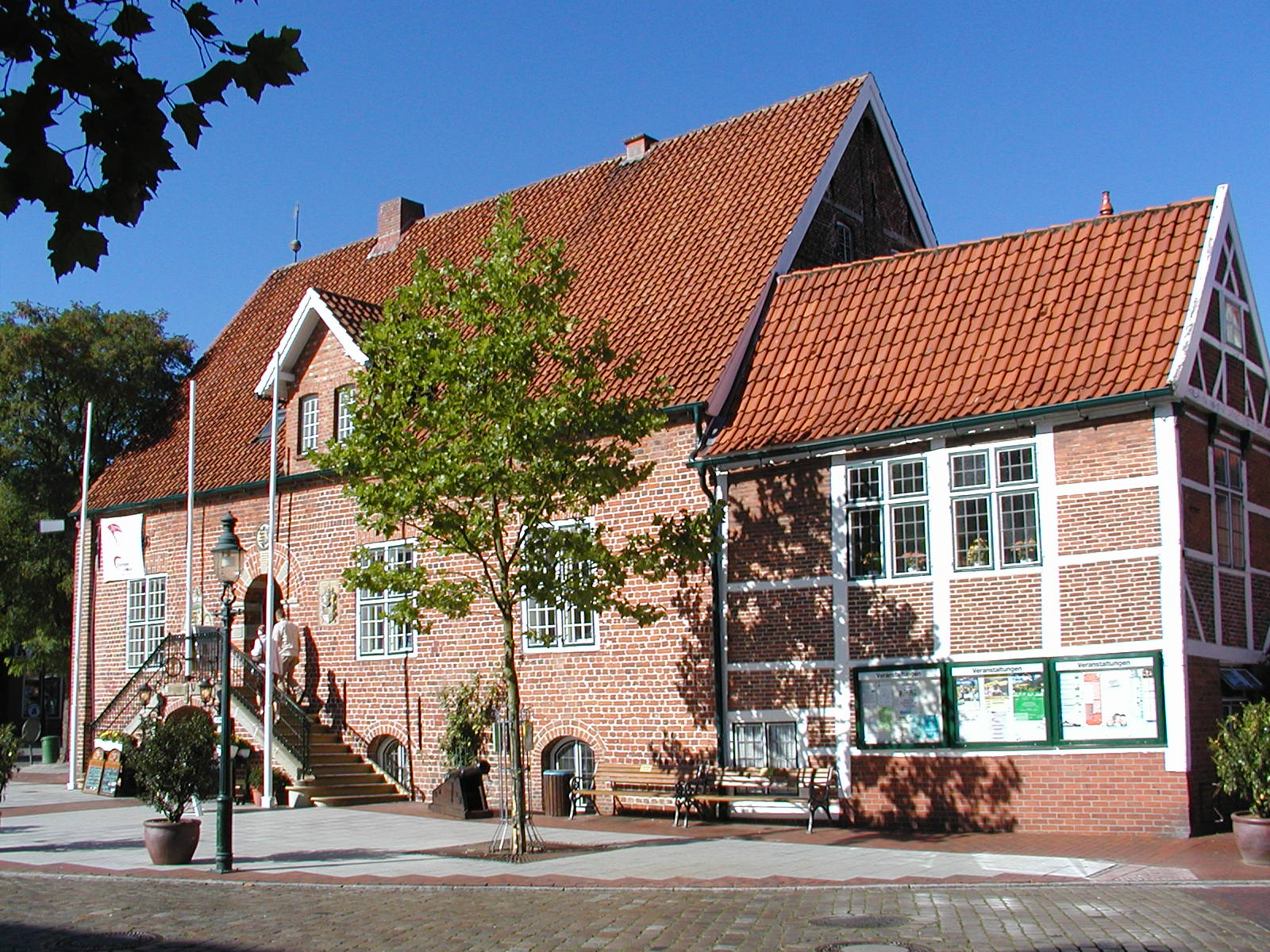
Ratusz w Otterndorfie

## Współpraca
- Penzlin, Meklemburgia-Pomorze Przednie
- Sheringham, Wielka Brytania